# 거사물현
거사물현(居斯勿縣)은 백제시대의 임실군(任實郡)의 영현(領縣)으로 지금의 임실군 지사면(只沙面) 오수면(獒樹面) 장수군 산서면(山西面) 있던 지역이다.

## 유래및 위치
백제(百濟)의 거사물현(居斯勿縣)은 임실군에 속한 영현으로 통일신라시대에는 청웅현(靑雄縣), 고려시대에 거령현(居寧縣)이라 하였다. 현재 일반적으로 청웅이라는 이름 탓에 현재의 전북특별자치도 임실군 청웅면으로 알려져 있지만 현재의 청웅면은 정작 당대에 돌평현(堗坪縣) 이 있었던 곳이다. 동국여지승람에는 남원부 동북 50리에 있었다고 하고 대동여지도 등을 검토하면 거사물현, 거령현은 지금의 전라북도 장수군 번암면 일대이다. 실제로 현재 청웅면 홈페이지에서는 청웅면이 옛 돌평현이라고 밝히고 있고 오수견(獒樹犬)의 유래인 김개인(金蓋仁)은 거령현(居寧人)이고, 고려 충선왕(忠宣王)때 문하시중(門下侍中)을 지낸 ,(거)령천이씨(寧川李氏) 시조인 이능간(李凌幹)도 거령인이었고, 지금도 임실군의 지사면에는 거령천(居寧川:오수천) 흐르고 있다.  장수군에서는 번암면 옆의 산서면의 홈페이지에서 그 일대를 옛 거사물현이라 하고 있다.
거사물현의 위치에 대해서는 더 연구및 검토가 필요하다. 장수군 남부 번암면과 산서면을 중심으로 남원시 북서부 덕과,보절,사매 3개면과 임실군 동부 오수,삼계,지사 3개면 일대에 걸쳐 있던 지방으로 여겨진다.

## 역사
- 마한의 영역에 속하였다가 대가야가 진출해 상기물(上奇勿)을 세웠다. 상기물은 가야의 기문(己汶)지방의 일부로 신라의 모산현이 있던 운봉읍일대라고도 한다.

- 무령왕대에 백제에 편입되어 거사물현을 설치하였다.

- 백제의 패망이후 향후 3년간 이지역에 있던 거물성(居勿城)에서 백제유민들이 항전하였다가 신라장군 김흠순에 의해 평정되었다.

- 웅진도독부에 의해 지심주 융화현(隆化縣)이 설치되었다. 단. 웅진도독부의 행정기구들은 백제 부흥운동과 나당전쟁등으로 제구실을 못하다가 신라에 의해 철폐된다.

- 757년 경덕왕 16년에 행정제도 개편으로 청웅현(靑雄縣)으로 개칭된 후 임실군의 영현이 되었다.

신라의 지방군인 10정중에 하나인 거사물정(居斯勿停)이 주류(駐留)했다.
- 고려시대에 거령현(居寧縣)으로 개명하고 전주목에 속한 뒤 강남도 관할에 들어갔다.

- 1018년 정종 원년 남원부의 속군으로 편입되었다.

- 조선시대인 1409년 태종 9년 전국의 속군, 속현을 소속군에 직촌화 함에 따라 남원부 관할의 직촌으로 편입되었다.
  - 지금의 장수군 번암면(蟠岩面)- 남원부48방중 하나인 상번암방, 중번암방, 하번암방
  - 지금의 장수군 산서면(山西面)- 장수현의 신서방, 남원부 내진전, 외진전방
  - 지금의 남원시 덕과면(德果面)- 덕고방(德古坊), 적과방(迪果坊).
  - 지금의 남원시 보절면(寶節面)- 고절방(高節坊), 보현방(寶玄坊).
  - 지금의 남원시 사매면(巳梅面)- 사동방(巳洞坊), 매내방(梅內坊) 또는 매안방(梅岸坊).[5]
  - 지금의 임실군 오수면(獒樹面)- 남원부 둔덕(屯德)방.
  - 지금의 임실군 삼계면(三溪면)- 남원부 오지(梧枝), 석현(石峴), 아산(阿山),3방
  - 지금의 임실군 지사면(只沙面)- 남원부 지사방.

- 1897년 고종 34년, 8도를 13개 도(道)로 개편하면서 방이 면(面)으로 바뀌었다.

### 구 거사물현내의 현재 읍면연혁
- 남원시 덕과면
  - 1914년 일제에 의한 행정폐합으로 고절면, 지사면 일부와 임실군, 장수군 일부마을을 합해 만도, 신양, 사율, 고정, 덕촌, 금암, 용산 등 7개 리로 개편하고 면청사를 사율리에 두었다.
  - 1954년 4월 20일 공비들의 습격으로 인하여 덕과면 사무소가 소실되어 농협창고가 임시 사무소로 사용되었다. 덕과면 사무소는 1980년에 고정리 522번지로 이전하게 되었다.
  - 1983년 2월 15일 행정구역 개편에 의해 남원군 덕과면 금암리(북금, 남금, 내동 등 3개 마을)가 임실군 오수면으로 편입되었다.

- 남원시 보절면
  - 1914년 일제에 의한 행정폐합으로 보현과 고절의 이름을 따서 보절면(寶節面)이라 하고 서치(書峙), 괴양(槐陽), 진기(眞基), 금다(錦茶), 신파(新波), 황벌(黃筏), 도룡(道龍), 사촌(沙村), 성시(城侍) 등 9개 리(里)로 개편, 관할하였고 황벌리에 면사무소를 두었다가 신파리 상신으로 옮겼다.
  - 1995년 남원시 군이 통합되어 남원시 보절면으로 되어 현재 9개 법정리,25개 행정리, 28개 자연마을 40개반으로 구성되어 있다.

- 남원시 사매면
  - 1897년 사동방과 매안방이 사매면으로 합병되었다.
  - 1914년 일제에 의한 행정폐합으로 적과면(迪果面)의 오현리(梧峴里) 일부를 병합하여 서도(書道), 계수(桂壽), 인화(仁化), 화정(花亭), 대율(大栗), 월평(月坪), 오신(梧新), 관풍(官豊), 대신(大新) 등 9개 리(里)로 개편, 면사무소를 오신리에 두었다.
  - 한국 전쟁 중에 면사무소가 소실되어 월평리로 이전한 이래 몇번 청사 이전이 이루어졌다.
  - 1995년남원시·군이 통합됨에 따라 남원시 사매면이 되어 9개 법정리, 19개 행정리, 21개 자연마을, 37개반으로 구성되어 있다.

- 장수군 번암면[6]
  - 1895년상,중.하 번암방이 면(面)으로 변경되었다.
  - 1906년 상중하번암면이 남원군에서 장수군으로 편입되었다.
  - 1917년 번암면으로 통합되었다.

- 장수군 산서면
  - 1895년 신서방이 수서면으로 개명했다.
  - 1906년 남원군 내진전면, 외진전면이 합병되어 장수군 수서면에 합병되었다.
  - 1914년 수서면이 산서면으로 개명했다.

- 임실군 오수면
  - 1906년 남원부 둔덕면이 임실군으로 편입되었다.
  - 1914년 둔덕면이 임실군 남면을 통합해 둔남면(屯南面)으로 개명.
  - 1983년 2월 15일 남원군 덕과면 금암리를 편입하여 14개 법정리를 관할에 두었다.
  - 1992년 오수면(獒樹面)으로 개명했다.

- 임실군 삼계면
  - 1906년 남원군 오지(梧枝), 석현(石峴), 아산(阿山)3면이 임실군으로 편입되었다.
  - 1914년 3면이 삼계면으로 통합되었다. 후천리등 16개리.
  - 1994년 12월 신정리, 망전리가 임실읍으로 편입되었다.

- 임실군 지사면
  - 1914년 남원군에서 임실군으로 편입되었다.

## 같이 보기
- 오수개